# Мохаммед Гаддар
Мохаммед Махмуд Гаддар (араб. محمد محمود غدار, нар. 1 січня 1984, Бейрут) — ліванський футболіст, що грав на позиції нападника. Виступав, зокрема, за клуб «Неджмех», а також національну збірну Лівану.
Пройшов через молодіжні системи, у 2000 році розпочав дорослу футбольну кар'єру в «Неджмехі». Провів у клубі 9 років, з яким виграв декілька клубних та індивідуальних титулів. У 2009 році переїхав за кордон, приєднався до «Аль-Шабабу» з Бахрейну, а в 2010 році перейшов до єгипетського «Аль-Аглі», якому допоміг виграти чемпіонський титул. У 2010 році після виступів у сирійському «Тішріні» та «Аль-Джаїші», а в 2011 році переїхав до Малайзії, де грав за «Келантан» і «ФЕЛДА Юнайтед». Потім повернувся на Близький Схід, де з 2014 по 2017 рік грав за «Аль-Фейсалі» та «Нафт Аль-Васат». Згодом повернувся в «Келантан», а потім перейшов у «Джохор Дарул Тазім», з яким виграв чемпіонаті як найкращий бомбардир. Після другого повернення в Келантан та перебування в «Джохор Дарул Тазімі II», а в 2020 році повернувся в ліванський «Неджмех», а два роки по тому завершив кар'єру гравця.
У національній збірній Лівану дебютував 2006 року. Представляв свою країну у матчах кваліфікації чемпіонату світу 2010, 2014 і 2018 років, а також у матчах кваліфікації чемпіонату Азії 2007, 2011, 2015 і 2019 років. Також брав участь в інших змаганнях, а саме в Чемпіонаті Федерації футболу Західної Азії 2007, Кубку Короля 2009 і Кубку Неру 2009. Маючи 19 голів у 46 матчах, став третім бомбардиром Лівану.

## Клубна кар'єра

### «Неджмех»
Розпочав займатися в молодіжній команді «Неджмеха» 26 лютого 1998 року. Через два роки після закінчення молодіжної академії дебютував у першій команді, і був одним з гравців команди, яка виграла Прем'єр-лігу Лівану 1999/00, що стало першим чемпіонством для клубу за понад 20 років. Протягом десятиліття здобув ще чотири титули переможця національного чемпіонату та найкращого бомбардира ліги, при цьому зміцнив свою репутацію одного з найкращих нападників Лівану. 

### «Аль-Шабаб»
У грудні 2009 року підписав контракт на сезон 2009/10 років з представником Прем'єр-ліги Бахрейну «Аль-Шабаб». Першим голом за нову команду відзначився 18 березня 2010 року у переможному (3:1) матчі проти «Мухаррака». Два тижні по тому, 2 квітня, відзначився дублем у переможному (3:1) виїзному матчі проти «Бусайтіна». 15 травня оформив свій другий дубль у чемпіонаті, в переможному (2:1) матчі проти «Малкії». Його п'ять голів у шести матчах наприкінці сезону допомогли клубу уникнути вильоту до другого дивізіону.

### «Аль-Аглі»
Напередодні старту сезону 2010/11 підписав 4-річний контракт з представником єгипетської Прем'єр-ліги «Аль-Аглі», завдяки чому став першим ліванським гравцем, який перейшов до єгипетської команди. Дебютував за «Аль-Аглі» 6 серпня 2010 року в нічийному (0:0) матчі проти «Іттіхад Аш-Шурта», в якому на 67-й хвилині його замінив Мохамед Талаат. 12 вересня 2010 року вийшов на поле в переможному (2:1) матчі групового етапу Ліги чемпіонів КАФ 2010 проти нігерійського «Гартленда», в яком його на 76-й хвилині замінив Мохамед Фадль. Через шість місяців та декількох зіграних матчів вільним агентом залишив клуб.

### Сирія
У сезоні 2010/11 років приєднався до сирійського клубу «Тішрін», але зрештою того ж року перейшов до «Аль-Джаїша».

### «Келантан»

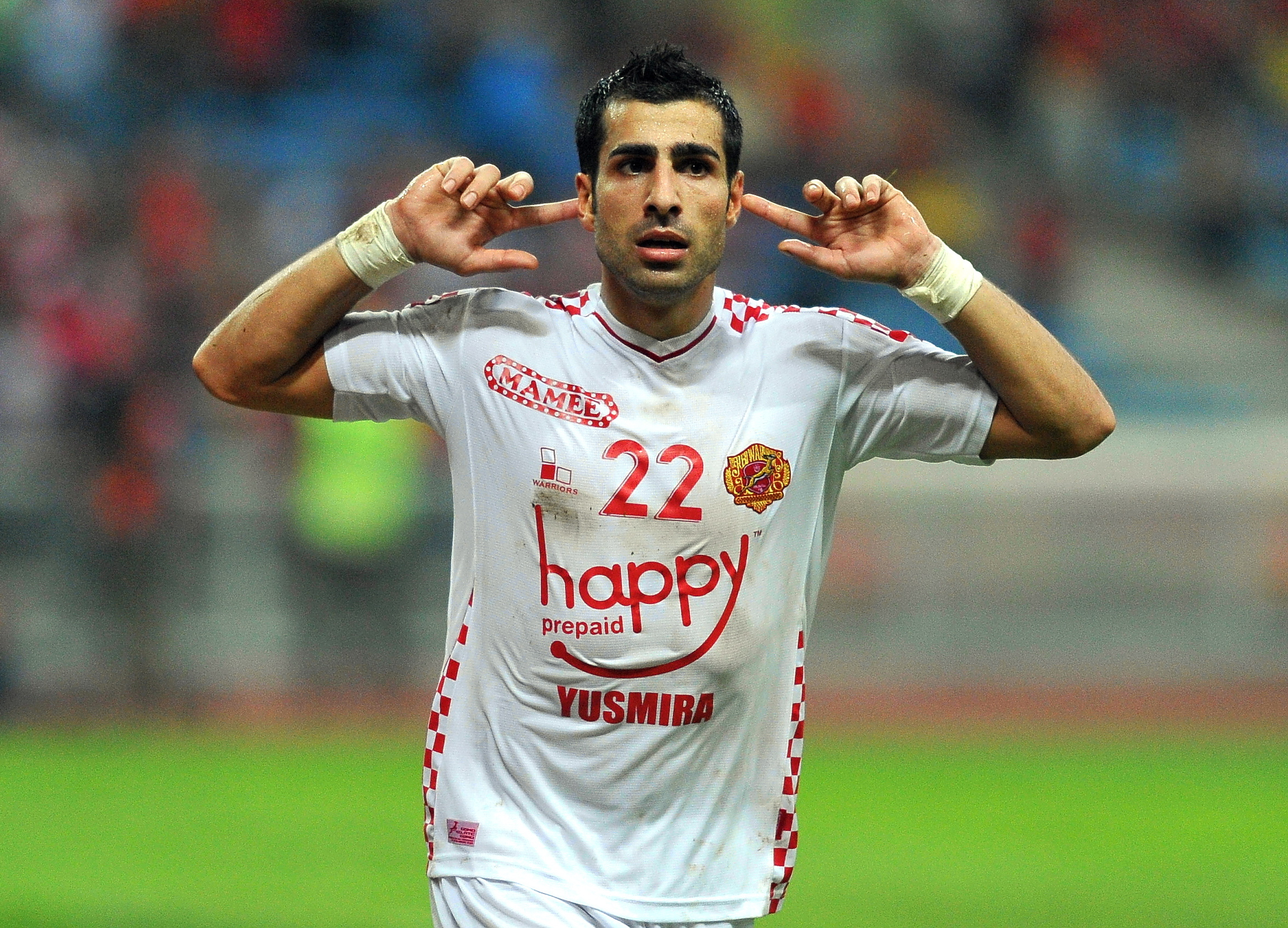
Мохаммед Гаддар святкує гол у футболці «Келантана» (2012)

8 листопада 2011 року приєднався до переможця Суперліги Малайзії 2011, з яким підписав 2-річний контракт. Після виступів у національній збірній, 29 грудня 2011 року офіційно приєднався до «Келантана», реалізував пенальті на 90-й хвилині в своєму дебютному переможному (3:1) поєдинку проти «Перака» під час передсезонної підготовки. 
Розпочав сезон із трьох голів; однак у лютому виключили з команди Келантана в Суперлізі, натомість клуб заявив Онєкачі Нвоа. Після вдалих виступів у Кубку АФК 2012 року, відзначився 6-ма голами у 4-х матчах, у квітні був повторно зареєстрований на чемпіонат за рахунок Онєкачі Нвоа. 17 квітня 2012 року відзначився голом (реалізував пенальті) після повернення до Суперліги в переможному (2:1) поєдинку проти PBDKT T-Team.
Допоміг «Келантану» вперше виграти Кубок ФА Малайзії, 19 травня 2012 року в фіналі команда перемогла (1:0) «Сіме Дербі». Відзначився єдиним голом у вище вказаному поєдинку, реалізував пенальті на 58-й хвилині.

### «ФЕЛДА Юнайтед»
Гаддар відмовився продовжити контракт з Келантаном, після чого підписав 1-річний контракт з «ФЕЛДА Юнайтед». У своєму дебютному поєдинку відзначився голом, який допоміг його клубу зіграти в нічию з «Тренггану» (1:1). У березні 2013 року отримав травму спини і не зміг грати за свою команду; керівництво клубу вирішило замінити його та під час квітневого трансферного вікна підписала нового легіонера.

### Повернення в «Келантан»
Повернувся до Суперліги Малайзії після підписання 2-річного контракту зі своїм колишнім клубом, «Келантан». Відзначився двома голами у своєму першому після повернення матчі, у 1-му турі проти «Селангора» в день відкриття сезону 2014, завдяки чому допоміг клубу здобути перемогу з рахунком 2:1. 23 квітня «Келантан» розірвав контракт з Мохаммедом. У 2016 році нетривалий період часу перебував на контракті в йорданському «Аль-Фейсалі».

### «Нафт Аль-Васат»
У 2014 році перебував на контракті в саудівському «Аль-Фейсалі», але в офіційних матчах не грав. 2 грудня 2014 року приєднався до іракського «Нафт Аль-Васат». У 2016 році повернувся на батьківщину, де підписав контракт з «Триполі», однак дебютувати за команду не встиг.

### Друге повернення в «Келантан»
Втретє підписав контракт із «Келантаном» після того, як 15 січня 2017 року був представлений як один із їхніх нових легіонерів команди. У своєму дебютному в сезоні 2017 року матчі відзначився двома голами у воротах ПКНС. Відзначився 18-ма голами в 11-ти матчах за «Келантан».

### «Джохор Дарул Тазім»
Після багатьох спекуляцій щодо майбутнього Гаддара, 16 травня 2017 року «Джохор Дарул Тазім» оголосив, що вони досягли угоди щодо переходу ліванця за нерозголошену суму. Повідомлялося, що трансфер Мохаммеда коштував від 1 000 000 до 5 000 000 рингітів, а заробітна плата становитиме від 170 000 до 200 000 рингітів щомісяця, що зробило його найвисокооплучуванішим футболістом в історії Малайзії. Дебютував за «Джохор Дарул Тазім» 24 травня 2017 року в переможному (1:0) матчі проти ПКНС, в якому віддав переможну гольову передачу.
1 липня 2017 року відзначився своїм першим голом за «Джохор Дарул Тазім», у переможному домашньому (2:0) матчі проти «Пенанга». 15 липня 2017 року Гаддар відзначився 2-м голм у п'яти матчах, допоміг своєму клубу перемогти Саравак (3:1). Після цього відзначився ще двома голами, 22 липня 2017 року проти «T-Тім» та 26 липня 2017 року проти «Перака». Завершив сезон п'ятьма голами в 10 матчах чемпіонату за «Джохор Дарул Тазім».
У листопаді 2017 року Мелака Юнайтед виявила зацікавленість у підписанні ліванця на сезон. 22 листопада 2017 року Гаддар відхилив пропозицію «Мелаки Юнайтед». По завершенні сезону 2017 року залишив клуб вільним агентом.

### Четверте повернення в «Келантан»
12 лютого 2018 року вчетверте повернувся в «Келантан», гравець встиг підписати контракт до того як 11 лютого закрилося трансферне вікно, де замінив Моргаро Гоміса, який, як повідомляється, отримав травму. Дебютував за команду 24 лютого 2018 року на стадіоні Султана Мухаммеда Ґаддар у переможному (3:2) матчі проти «Перака». Після пошкодження передньої хрестоподібної зв'язки і втрати форми, у травні його контракт розірвали за взаємною згодою.

### «Джохор Дарул Тазім II»
Дебютував у малайзійській Прем'єр-лізі за «Джохор Дарул Тазім II» 2 лютого 2019 року, у переможному (2:1) поєдинку проти «Сабаха», в якому забив головою та зрівняв рахунок у матчі. Відзначився 7-ма голами у 15-ти матчах чемпіонату.

### Повернення у «Неджмех»
7 вересня 2020 року повернувся до ліванського «Неджмеха», у складі якого вже виступав раніше. У червні 2022 року, по закінченні сезону 2021/22 років, завершив кар’єру гравця у віці 38 років.

## Виступи за збірну

### Юнацькі та молодіжні збірні

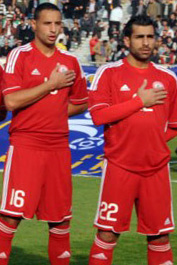
Мохаммед Гаддар (праворуч) у стартовому складі національної збірної Ірану поєдинку кваліфікації кубку Азії 2015 року проти Ірану

Виступав за молодіжну збірну Лівану разом з майбутніми партнерами по національній збірній Алі Ель-Ататом та Рамезом Даюбом.
Під час кваліфікації на літні Олімпійські ігри 2004 року виступав за олімпійську збірну Лівану, яка пройшла до фінального раунду кваліфікації Азійських ігор.

### Національна збірна
8 вересня 2014 року відзначився голом у футболці національної збірної Лівану в нічийному (2:2) поєдинку проти олімпійської збірної Бразилії.
12 червня 2017 року відмовився від виклику до національної збірної на матч проти Малайзії, заради виступів на клубному рівні. Відтоді за збірну не виступав.
Загалом протягом кар'єри в національній команді, яка тривала 12 років, провів у її формі 42 матчі, забивши 19 голів.

## Скандали

### Скандали в матчах чемпіонату
12 червня 2012 року Мохд Амрі Ях'я та Мохд Буньямін Омар фізично напали на Гаддара в матчі Суперліги Малайзії. Під час гри Гаддар відчував біль після того, як Амрі Ях'я вдарив його по інтимних місцях. Гаддару знадобилося декілька хвилин, щоб оговтатися, через що він ліг на поле. 
Після інциденту Амрі Ях'я та Буньямін Омар з «Селангора» були дискваліфіковані на три матчі та оштрафовані на 1500 малайзійських ринггітів кожен, а Мохаммед був дискваліфікований на один матч і оштрафований на 2000 малайзійських ринггітів Дисциплінарним комітетом Футбольної асоціації Малайзії.

### Скандал в «Келантані»
Мохаммед Гаддар викликаний до дисциплінарного комітету «Келантана» після того, як він не з’явився до команди 5 серпня 2012 року для участі в Кубку Малайзії 2012, який розпочнеться 22 серпня. Прибув 16 серпня після того, як в Лівані одружитися 14 липня 2012 року по завершенні сезону Суперліги Малайзії 2012 року.

## Статистика виступів

### Клубна
Станом на 2 травня 2018
| Клуб                 | Сезон             | Ліга                  | Ліга  | Ліга | Нац. кубок | Нац. кубок | Кубок ліги | Кубок ліги | Конт. кубок | Конт. кубок | Загалом | Загалом |
| Клуб                 | Сезон             | Дивізіон              | Матчі | Голи | Матчі      | Голи       | Матчі      | Голи       | Матчі       | Голи        | Матчі   | Голи    |
| -------------------- | ----------------- | --------------------- | ----- | ---- | ---------- | ---------- | ---------- | ---------- | ----------- | ----------- | ------- | ------- |
| «Келантан»           | 2012              | Суперліга Малайзії    | 22    | 9    | 5          | 2          | 9          | 2          | 9           | 8           | 45      | 21      |
| «Келантан»           | 2013              | Суперліга Малайзії    | 10    | 4    | 5          | 2          | 0          | 0          | —           | —           | 15      | 6       |
| «Келантан»           | Загалом           | Загалом               | 32    | 13   | 10         | 4          | 9          | 2          | 9           | 8           | 60      | 27      |
| «ФЕЛДА Юнайтед»      | 2013              | Суперліга Малайзії    | 7     | 3    | 0          | 0          | 0          | 0          | 0           | 0           | 7       | 3       |
| «Келантан»           | 2014              | Суперліга Малайзії    | 14    | 4    | 5          | 1          | 7          | 0          | —           | —           | 26      | 5       |
| «Аль-Фейсалі»        | 2014–15           | Прем'єр-ліга Йорданії | 0     | 0    | 0          | 0          | 0          | 0          | 0           | 0           | 0       | 0       |
| «Нафт Аль-Васат»     | 2015–16           | Прем'єр-ліга Іраку    | 12    | 5    | 0          | 0          | 0          | 0          | 0           | 0           | 12      | 5       |
| «Аль-Фейсалі»        | 2016–17           | Прем'єр-ліга Йорданії | 1     | 1    | 0          | 0          | 0          | 0          | 0           | 0           | 1       | 1       |
| «Келантан»           | 2017              | Суперліга Малайзії    | 11    | 18   | 1          | 0          | 0          | 0          | —           | —           | 12      | 18      |
| «Джохор Дарул Тазім» | 2017              | Суперліга Малайзії    | 10    | 5    | 0          | 0          | 6          | 6          | 0           | 0           | 16      | 11      |
| «Келантан»           | 2018              | Суперліга Малайзії    | 5     | 1    | 2          | 1          | 0          | 0          | 0           | 0           | 7       | 2       |
| Усього за кар'єру    | Усього за кар'єру | Усього за кар'єру     | 92    | 50   | 18         | 6          | 22         | 8          | 16          | 8           | 141     | 72      |

### У збірній
| Національна збірна | Рік     | Матчі | Голи |
| ------------------ | ------- | ----- | ---- |
| Ліван              | 2006    | 5     | 3    |
| Ліван              | 2007    | 3     | 4    |
| Ліван              | 2008    | 10    | 4    |
| Ліван              | 2009    | 5     | 0    |
| Ліван              | 2010    | 0     | 0    |
| Ліван              | 2011    | 5     | 2    |
| Ліван              | 2012    | 2     | 1    |
| Ліван              | 2013    | 6     | 1    |
| Ліван              | 2014    | 3     | 1    |
| Ліван              | 2015    | 6     | 2    |
| Ліван              | 2016    | 0     | 0    |
| Ліван              | 2017    | 1     | 1    |
| Загалом            | Загалом | 46    | 19   |

Рахунок та результат у списку голів збірної Лівану вказано на першому місці, колонка рахунок включає рахунок після кожного голу Гаддара.
| Гол | Дата            | Стадіон                                           | Суперник          | Рахунок | Результат | Змагання                                |
| --- | --------------- | ------------------------------------------------- | ----------------- | ------- | --------- | --------------------------------------- |
| 1   | 27 січня 2006   | Принц Файсал бін Фахд, Ер-Ріяд, Саудівська Аравія | Саудівська Аравія | 1–0     | 2–1       | Товариський матч                        |
| 2   | 24 грудня 2006  | Каміль Шамун, Бейрут, Ліван                       | Сомалі            | 1–0     | 4–0       | кваліфікація кубку арабських націй 2009 |
| 3   | 24 грудня 2006  | Каміль Шамун, Бейрут, Ліван                       | Сомалі            | 2–0     | 4–0       | кваліфікація кубку арабських націй 2009 |
| 4   | 8 жовтня 2007   | Муніципальний стадіон Сайда, Сайда, Ліван         | Індія             | 2–1     | 4–1       | кваліфікація чемпіонату світу 2010      |
| 5   | 8 жовтня 2007   | Муніципальний стадіон Сайда, Сайда, Ліван         | Індія             | 4–1     | 4–1       | кваліфікація чемпіонату світу 2010      |
| 6   | 30 жовтня 2007  | Фаторда, Маргао, Індія                            | Індія             | 1–1     | 2–2       | кваліфікація чемпіонату світу 2010      |
| 7   | 30 жовтня 2007  | Фаторда, Маргао, Індія                            | Індія             | 2–1     | 2–2       | кваліфікація чемпіонату світу 2010      |
| 8   | 2 січня 2008    | Тамір, Сальмія, Кувейт                            | Кувейт            | 1–0     | 2–3       | Товариський матч                        |
| 9   | 9 квітня 2008   | Каміль Шамун, Бейрут, Ліван                       | Мальдіви          | 4–0     | 4–0       | кваліфікація кубку Азії 2011            |
| 10  | 27 травня 2008  | Тані бін Джассім, Доха, Катар                     | Катар             | 1–0     | 1–2       | Товариський матч                        |
| 11  | 7 червня 2008   | Король Фахд, Ер-Ріяд, Саудівська Аравія           | Саудівська Аравія | 1–2     | 1–2       | кваліфікація чемпіонату світу 2010      |
| 12  | 17 серпня 2011  | Міжнародний стадіон Сайда, Сідон, Ліван           | Сирія             | 2–1     | 2–3       | Товариський матч                        |
| 13  | 6 вересня 2011  | Каміль Шамун, Бейрут, Ліван                       | ОАЕ               | 1–1     | 3–1       | кваліфікація чемпіонату світу 2014      |
| 14  | 27 травня 2012  | Султан Кабус, Маскат, Оман                        | Оман              | 1–0     | 1–1       | Товариський матч                        |
| 15  | 15 жовтня 2013  | Каміль Шамун, Бейрут, Ліван                       | ОАЕ               | 1–1     | 1–1       | кваліфікація кубку Азії 2015            |
| 16  | 5 березня 2014  | Раджамангала, Бангкок, Таїланд                    | Таїланд           | 1–0     | 5–2       | кваліфікація кубку Азії 2015            |
| 17  | 24 травня 2015  | Міжнародний стадіон Сайда, Сідон, Ліван           | Сирія             | 2–2     | 2–2       | Товариський матч                        |
| 18  | 16 June 2015    | Новий національний стадіон Лаосу, В'єнтьян, Лаос  | Лаос              | 1–0     | 2–0       | кваліфікація чемпіонату світу 2018      |
| 19  | 28 березня 2017 | Каміль Шамун, Бейрут, Ліван                       | Гонконг           | 1–0     | 2–0       | кваліфікація кубку Азії 2019            |

## Титули і досягнення
Технічний відділ національної збірної Лівану відзначив Мохаммеда Гаддара званням найкращого бомбардира Кубку АФК 2007 року. Тренер національної збірної Еміль Рюстом вручив Гаддару золоті бутси під час церемонії в готелі Meridien Commodore у Бейруті. 28 березня 2021 року АФК номінувала Мохаммеда Гаддара на звання найкращого нападника в історії Кубку АФК.

### Командні
«Неджмех»
- Прем'єр-ліга Лівану
  -  Чемпіон (2): 2003/04, 2004/05

- Кубок Лівану
  -  Володар (1): 2021/22

- Елітний кубок Лівану
  -  Володар (4): 2002, 2003, 2004, 2005

- Суперкубок Лівану
  -  Володар (2): 2002, 2004

«Аль-Аглі»
- Прем'єр-ліга Єгипту
  -  Чемпіон (1): 2010/11

«Келантан»
- Суперліга Малайзії
  -  Чемпіон (1): 2012

- Кубок Малайзії
  -  Володар (1): 2012

- Кубок ФА Малайзії
  -  Володар (1): 2012, 2013

«Джохор Дарул Тазім»
- Суперліга Малайзії
  -  Чемпіон (1): 2017

- Кубок Малайзії
  -  Володар (1): 2017

«Джохор Дарул Тазім II»
- Кубок виклику МФЛ
  -  Володар (1): 2019

Індивідуальні
- Збірна Прем'єр-ліги Лівану (2): 2006/07[41], 2007/08[42]
- Найкращий бомбардир Кубку АФК: 2007
- Найкращий бомбардир Прем'єр-ліги Лівану (2): 2006/07[43], 2007/08
- Найкращий бомбардир Суперліги Малайзії: 2017 (23 голи)